# (1530) Rantaseppä
(1530) Rantaseppä est un astéroïde de la ceinture principale.

## Description
(1530) Rantaseppä est un astéroïde de la ceinture principale. Il fut découvert le 16 septembre 1938 à Turku par Yrjö Väisälä. Il présente une orbite caractérisée par un demi-grand axe de 2,25 UA, une excentricité de 0,20 et une inclinaison de 4,4° par rapport à l'écliptique.

## Compléments